# Axel von Bleßingh
Axel Carl Victor Felix Ludwig Ernst von Bleßingh (* 9. August 1900 in Güstrow; † 3. Juni 1986 in Kronshagen) war ein deutscher Seeoffizier und zuletzt Kapitän zur See der Kriegsmarine, der unter anderem zum Ende des Zweiten Weltkrieges 1945 Kommandant der Marinefestung Emden war.

## Leben
Axel von Bleßingh trat als Seekadett in die Kaiserliche Marine und absolvierte als Angehöriger der Crew IV/1918 seine Ausbildung zum Seeoffizier an der Marineschule Mürwik. Er war zwischen Januar und September 1920 Angehöriger der Marine-Brigade von Loewenfeld, die im März 1920 den Kapp-Putsch unterstützte. Im September 1926 trat er in die Reichsmarine ein und diente anfangs bis September 1928 in der 1. Minensuch-Halbflottille beim Sperrversuchskommando Kiel sowie im Anschluss zwischen September 1928 und September 1930 im Kommando der Marinestation der Ostsee in Kiel. Danach befand er sich von Oktober 1930 bis September 1932 zur besonderen Verwendung des Chefs der Marinestation der Ostsee, Vizeadmiral Gottfried Hansen, in Warnemünde sowie zwischen September 1932 und September 1933 in einer erneuten Verwendung in der 1. Minensuch-Halbflottille, ehe er von Oktober 1933 bis September 1935 zum Luftwaffenpersonalamt im Reichsluftfahrtministerium (RLM) abgeordnet war. Zum 1. Januar 1935 erfolgte seine Versetzung zur Luftwaffe der Wehrmacht, die zum 1. März 1935 aktiv in den Dienst gestellt wurde. Er versah zwischen Oktober 1935 und März 1937 Dienst in der Küstenaufklärungsstaffel 2/106 sowie von April 1937 bis März 1939 in der Seefliegerhorstkommandantur Warnemünde.
Im April 1939 wurde von Bleßingh zum Seefliegerhorst Kiel-Holtenau versetzt und versah dort nach Beginn des Zweiten Weltkrieges Dienst bis Januar 1940 sowie daraufhin zwischen Januar und September 1940 im Stab der 9. Fliegerdivision. Im Anschluss fand er zwischen Oktober 1940 und Februar 1943 Verwendung in der Navigationsschule der Luftwaffe in Strausberg. Nach einer kurzzeitigen Tätigkeit von Februar bis Mai 1943 in der Luftmineninspektion wurde er zum 1. Juni 1943 unter gleichzeitiger Umbenennung zum Kapitän zur See zur Kriegsmarine zurückversetzt. Danach fungierte er zwischen Juni und September 1943 als Chef des Stabes beim Seekommandant Languedoc beziehungsweise von September 1943 bis Mai 1944 Chef des Stabes beim Admiral der französischen Südküste, Vizeadmiral Paul Wever. Nachdem er von Juni bis Oktober 1944 Kommandeur des 2. Schiffsstamm-Regiments war, war er zwischen Oktober 1944 und März 1945 Kommandeur des zur 1. Marine-Infanterie-Division gehörenden Marine-Schützen-Regiments 1. Mit diesem befand er sich seit Februar 1945 im Erdkampfeinsatz gegen Truppen der Roten Armee an der unteren Oder und wurde nach einer Verwundung im März 1945 abgelöst. Zuletzt wurde er im März 1945 Kommandant der Marinefestung Emden und war zugleich bis zum Kriegsende im Mai 1945 Kommandeur des dem Kommandanten der Seeverteidigung Ostfriesland unterstehenden Marineregiments West 1 mit den Marinefestungsbataillonen 363 und 367.